# Chang Yongxiang
Chang Yongxiang (Hebei, República Popular China, 16 de septiembre de 1983) es un deportista chino especialista en lucha grecorromana donde llegó a ser subcampeón olímpico en Pekín 2008.

## Carrera deportiva
En los Juegos Olímpicos de 2008 celebrados en Pekín ganó la medalla de plata en lucha grecorromana de pesos de hasta 74 kg, tras el luchador georgiano Manuchar Kvirkvelia (oro) y por delante del búlgaro Yavor Yanakiev (bronce).